# Sonho de Verão
Sonho de verão es una película brasileña de 1990, dirigida por Paulo Sérgio de Almeida, estrenada por Sérgio Mallandro con la participación de Andréa Veiga, Paquitas y Paquitos en el reparto.

## Sinopsis
Una pareja, dueños de una gran mansión, decide viajar a los Estados Unidos en busca de un médico que pueda tratar a Juliana (Juliana Baroni), su hija menor que no ha hablado desde la muerte de su hermana mayor, dejando la casa bajo cuidado. la ama de llaves Sofía (Fafy Siqueira) y el mayordomo Vitor Hugo. En el taxi, camino al aeropuerto, el conductor Leo (Sérgio Mallandro), atento a su conversación, decide aprovechar la situación. Leo se quedará en la mansión, afirmando ser el sobrino de los caballeros, luego se llevará a su novia, y esto a su vez invita a otra pareja además de algunos amigos. Por casualidad, un autobús lleno de jóvenes que se dirigen a un campamento de verano llega por error a la mansión. El personaje Leo, animado por la idea de llenar la desolada casa con más alegría, disfraza e informa a los jóvenes de que efectivamente hay una colonia allí. Todos terminan instalándose en la casa y transforman alegremente la triste atmósfera en un lugar de fiesta y logran un gran milagro: Juliana, la hija de la pareja de la mansión, que se quedó con el sirviente, sonríe y vuelve a hablar. Ese es el único hecho que impide que los padres de la niña y los dueños de la mansión presenten una queja contra Leo y todo termina en una gran fiesta.

## Reparto
- Sérgio Mallandro - Léo
- Andréa Veiga - Jam
- Juliana Baroni - Juliana
- Bianca Rinaldi - Bianca
- Letícia Spiller - Letícia
- Tatiana Maranhão - Tatiana
- Marcelo Faustini - Marcelo
- Cláudio Heinrich - Claudio
- Ana Paula Almeida - Ana Paula
- Roberta Cipriani - Roberta
- Priscila Couto - Priscila
- Cátia Paganote - Cátia
- Egon Junior - Gigio
- Robson Barros - Robson
- Alexandre Canhoni - Alexandre
- Mariana Richard - Mariana
- Roberta Richard - Roberta
- Fafy Siqueira - Dona Sofia
- Fausto Silva - Ele Mesmo
- Ana Maria Nascimento e Silva
- Paulão
- Denis Derkian
- Marcelo Caridade
- Zé Henrique
- Jacqueline Laurence
- Oswaldo Loureiro
- Angel Mattos
- María José Llaneza

## Producción
La grabación tuvo lugar en septiembre de 1990 y duró 28 días, un tiempo considerado por los productores de discos. El apuro se debió a la apretada agenda que el grupo siempre tenía que estar haciendo shows, grabando programas y comerciales. Según el testimonio del elenco en la realización del DVD, el clima no era favorable para la filmación, ya que era en invierno y hacía mucho frío en las escenas de la piscina y la playa. Debido al clima nublado, los colores se volvieron fríos, por lo que usaron un filtro naranja para dar la sensación de calor en cada película, incluidas las escenas en interiores.
Dado que la presencia de Paquitos y Paquitas en el set a menudo no estaba marcada debido a otros compromisos, algunas escenas se reescribieron para que los actores disponibles avanzaran el rodaje. Así, Andréa Veiga y Sérgio Mallandro filmaron numerosas escenas de la pareja y terminaron teniendo más protagonismo en la película.

### Crítica
Un año después de su estreno en los cines, la película se incluyó en la guía "Children's Video" de la colección Nova Cultural Practical Guides y el crítico le dio una estrella, que en su cita significaba "regular", y además de describir la premisa básica. "La película prácticamente no tiene guion y es un juego de marketing claro e intenso, que promueve una marca de chocolate, el camión Faustão (con su propia presencia) y Paquitas Paquitos, con una paquita chilena adicional debido al segundo mercado más grande para Xou da Xuxa, o Chile. Musicalmente, divulgandose el disco de Paquitos y el grupo Yahoo, de forma excesiva."

## Banda sonora
- Tiempo de duración: 80 min.
- Año de lanzamiento (Brasil): 1994
- Distribución: películas de arte y fotos de Columbia
- Dirección: Paulo Sérgio de Almeida
- Guion: Yoya Wursch
- Producción: Trinity Diler, DreamVision y Xuxa Productions
- Coproducción: Co-pro-Art y Ponto Filmes
- Fotografía: Edgar Moura
- Dirección de arte: Yurika Yamasaki
- Edición: Marco Antonio Cury

## Video para casa
La película fue lanzada en VHS por Globo Video a mediados de 1991. Durante la 1990s, fue relanzada en la colección "The Globe in Cinema" del periódico The Globe. Después de años fuera de impresión, la película fue relanzada digitalmente en DVD por Som Livre. Audio y vídeo fueron remasterizados digitalmente y se retuvo el diseño gráfico original. Parte del elenco y los productores fueron convocados para grabar testimonios sobre filmar curiosidades. Las declaraciones, registradas en 2001, son de Andréa Veiga, Ana Paula Almeida, Fafy Siqueira, Angel Mattos, Zé Henrique (Yahoo), Diler Trindade (productor) y Paulo Sérgio Almeida (director). Curiosamente, el DVD no contiene los créditos finales de la película. La versión VHS lanzada por Globo Vídeo Dura alrededor de 1 h 21 min., pero en reedición en DVD la película es ahora 1:16 min., probablemente la versión que se mostró en Sessão da Tarde.